# Plateau van Duisburg

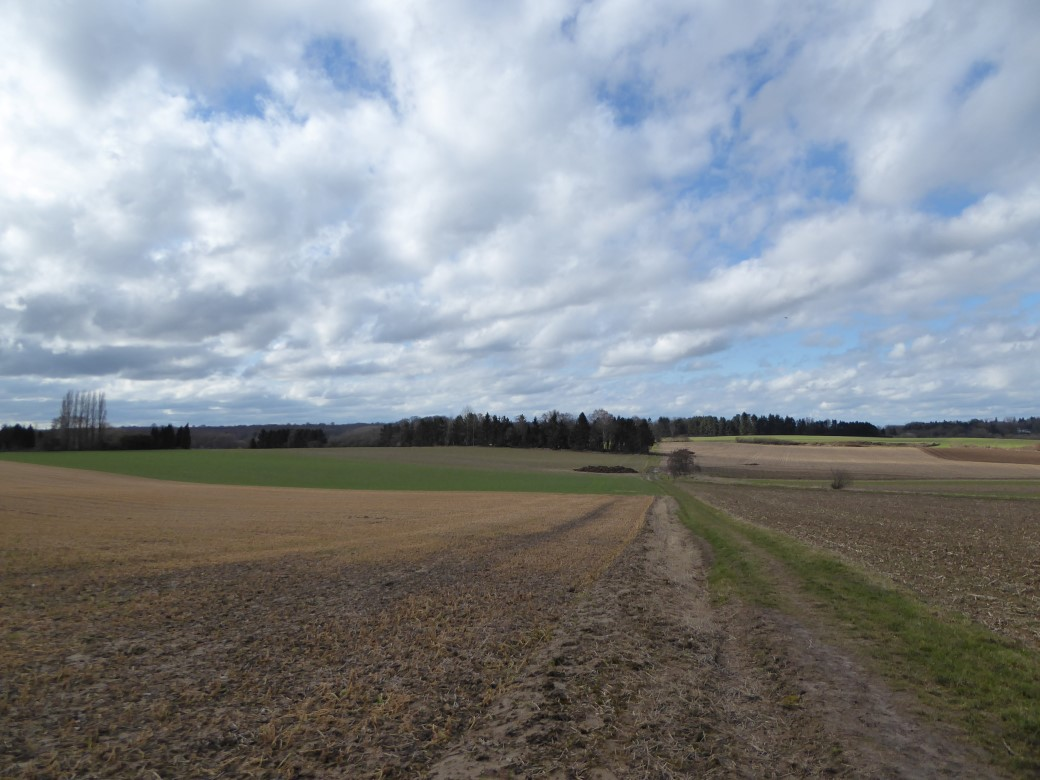

Het Plateau van Duisburg is een landschapselement in Vlaams-Brabant dat zich bevindt tussen de dalen van de Voer en de IJse.
De laagste punten liggen op 40-50 meter hoogte en deze worden gevormd door korte droogdalen die het plateau doorsnijden. Hier en daar zijn bronnetjes te vinden. Het grootste deel van het platform is hoger dan 70 meter met enkele plaatsen waar de hoogte de 95 meter overschrijdt. Met 102,5 meter is Schonenboom het hoogste punt. Het meer westelijke deel van het gebied werd lange tijd bezet door het Zoniënwoud en tot in de 19e eeuw vonden er nog ontginningen plaats.
De bodem bestaat uit leem en dit werd op sommige plaatsen ontgonnen voor de baksteenproductie.
In 2024 werd het kunstwerk Ooghoogte geïnstalleerd, dat een vrij uitzicht biedt op het plateau.

## Flora en fauna
In het gebied komen holle wegen voor. In het verleden vond men groot spiegelklokje en spiesleeuwenbek. Men vindt tegenwoordig nog wilde marjolein, borstelkrans en grote tijm op de geschikte plaatsen. Ook rechte ganzerik en eekhoorngras werden aangetroffen. De holle wegen vormen een groeiplaats voor onder meer gevlekte aronskelk en muskuskruid.
Van belang is het leefgebied van de hamster. Verder zijn er tal van vogelsoorten aan te treffen. Daarnaast kunnen er zeldzame slakkensoorten worden gevonden.
1. ↑  VRT